# Tauno Kukko

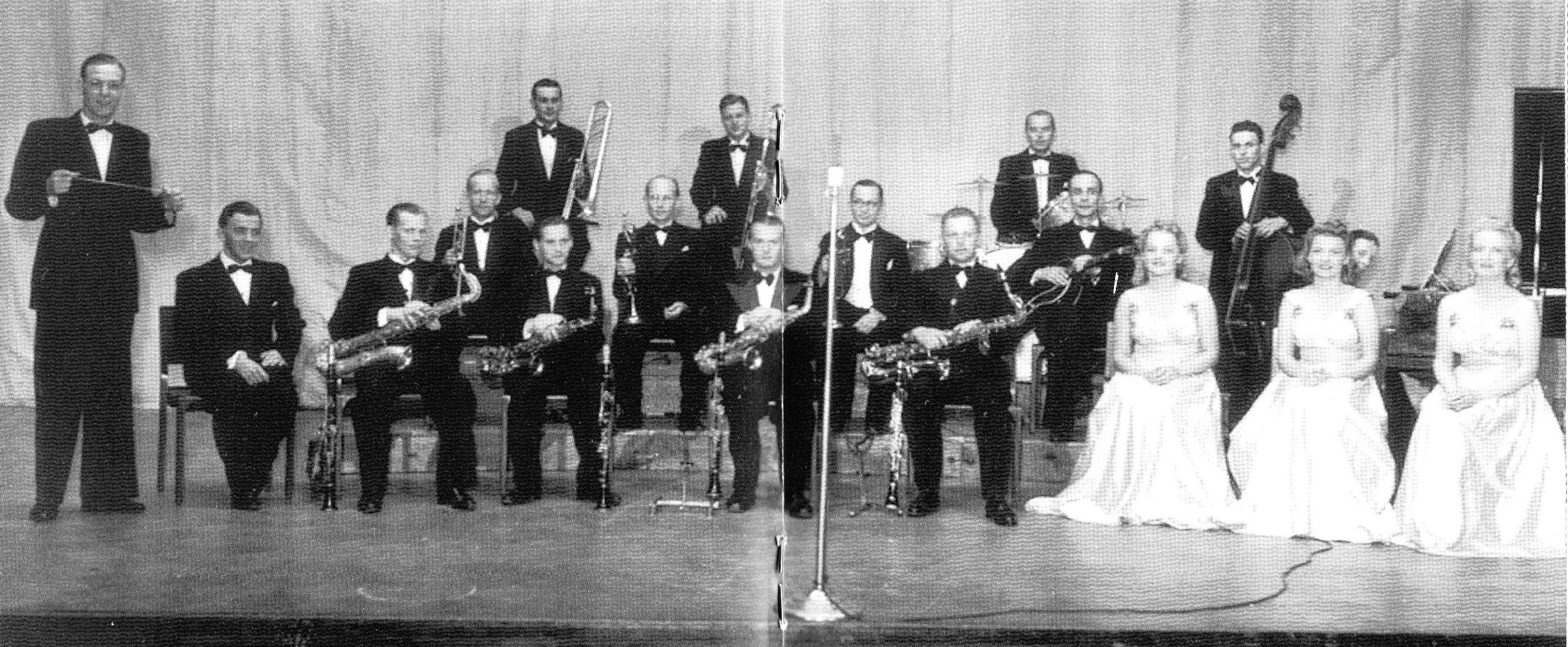
Erik Ahon orkesteri 1942. Från vänster: Erkki Aho, Kaarlo Valkama, Eino Voitilainen, Tauno Savola, Niku Jussila, Tauno Kukko, Martti Ounamo, Urho Kuusto, Allu Koskinen, Erkki Eloranta, Ossi Aalto, Orvo Hyle, Aarre Koskela och Harmony Sisters.

Tauno Kukko, född 15 september 1916, död 4 september 2001, var en finländsk musiker (trumpetare), verksam i orkestern Dallapé åren 1936-37 samt 1960-64. Vid sidan om detta gjorde Kukko tretton skivinspelningar; 1944 med sångaren Raija Valtonen och 1965 med sångaren Olavi Virta.